# 崔及第
崔及第（？—？），直隶永平府盧龍縣人。明朝政治人物。

## 生平
天啓四年（1624年）甲子科顺天乡试举人，天啓五年（1625年）联捷乙丑科進士，授行人，六年六月往靖安王府掌行丧礼。七年八月叙宁锦功，赏银八两，吏部纪录。崇祯二年四月列逆案，以宁锦加衔并荫袭削去者。崇禎三年清兵入關，破永平府，崔及第降。

## 家族
父崔士登，以子及第封行人。